# Chemisier
« Corsage » redirige ici.  Pour le film, voir Corsage (film).

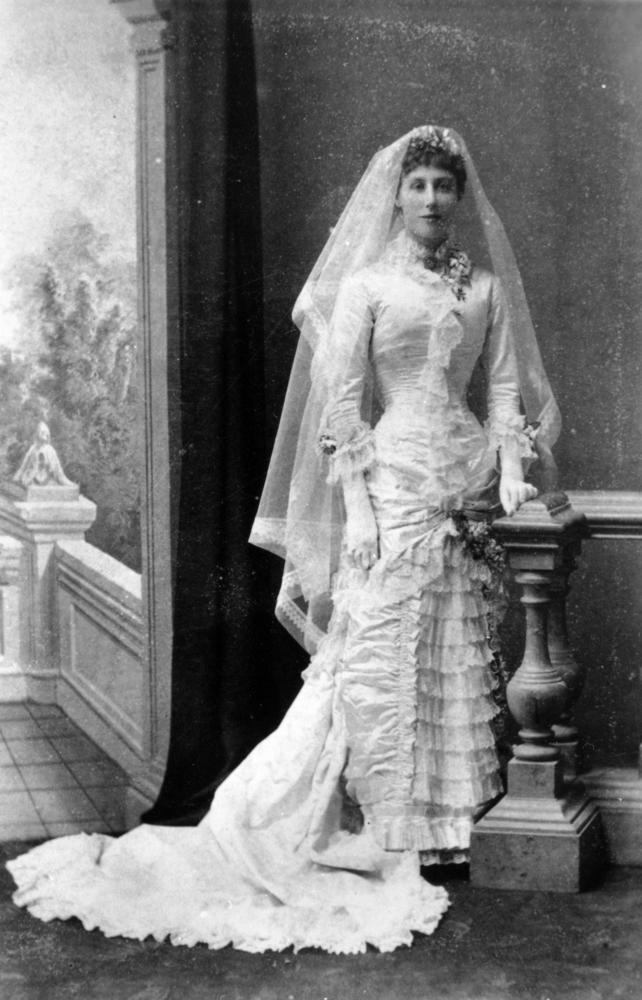
Robe de mariée avec jupon et corsage.

Le chemisier ou corsage est un vêtement féminin avec col et manches longues, qui recouvre le buste, le haut du corps, et se ferme devant, souvent avec des boutons. Il existe aussi une version masculine, la chemise.
Autrefois, le caraco était un corsage de femme cintré, à manches et basques, et le canezou un corsage en lingerie.

## Dans la littérature
- « et quant à son corps, il était difficile d'en apercevoir la continuité, tant le corsage, s'avançant en saillie comme sur un ventre imaginaire et finissant brusquement en pointe pendant que par en dessous commençait à s'enfler le ballon des doubles jupes, donnait à la femme l'air d'être composée de pièces différentes mal emmanchées les unes dans les autres » (Marcel Proust, Un amour de Swann[2])